# Козашар
Козашар (каз. Көзашар) — упразднённое село в Тайыншинском районе Северо-Казахстанской области Казахстана. Входило в состав Тендикского сельского округа. Ликвидировано в 2014 г. Код КАТО — 596067500.

## Население
В 1999 году население села составляло 276 человек (129 мужчин и 147 женщин). По данным переписи 2009 года, в селе проживало 41 человек (20 мужчин и 21 женщина).